# Willy Brokamp
Willy Brokamp (* 25. února 1946, Kerkrade, Nizozemsko) je bývalý nizozemský fotbalista, který hrával na pozici útočníka. S výjimkou dvou sezón v Ajaxu strávil celou svou kariéru v klubu MVV Maastricht.

## Klubová kariéra
V dresu Maastrichtu nastřílel v sezóně 1972/73 18 gólů a stal se nejlepším střelcem Eredivisie (společně s Casem Janssensem z Nijmegenu, který docílil stejného počtu gólů). Ročníky 1974/75 a 1975/76 odehrál v Ajaxu, poté se vrátil do Maastrichtu, kde v roce 1978 ukončil kariéru.

### Ligová bilance
| Sezóna  | Klub           | Země       | Liga           | Zápasy | Góly |
| ------- | -------------- | ---------- | -------------- | ------ | ---- |
| 1964/65 | MVV Maastricht | Nizozemsko | Eredivisie     | 31     | 10   |
| 1965/66 | MVV Maastricht | Nizozemsko | Eredivisie     | 30     | 13   |
| 1966/67 | MVV Maastricht | Nizozemsko | Eredivisie     | 35     | 13   |
| 1967/68 | MVV Maastricht | Nizozemsko | Eredivisie     | 33     | 10   |
| 1968/69 | MVV Maastricht | Nizozemsko | Eredivisie     | 33     | 11   |
| 1969/70 | MVV Maastricht | Nizozemsko | Eredivisie     | 36     | 17   |
| 1970/71 | MVV Maastricht | Nizozemsko | Eredivisie     | 25     | 10   |
| 1971/72 | MVV Maastricht | Nizozemsko | Eredivisie     | 33     | 12   |
| 1972/73 | MVV Maastricht | Nizozemsko | Eredivisie     | 33     | 18   |
| 1973/74 | MVV Maastricht | Nizozemsko | Eredivisie     | 29     | 8    |
| 1974/75 | AFC Ajax       | Nizozemsko | Eredivisie     | 25     | 12   |
| 1975/76 | AFC Ajax       | Nizozemsko | Eredivisie     | 23     | 8    |
| 1976/77 | MVV Maastricht | Nizozemsko | Eerste Divisie | 32     | 15   |
| 1977/78 | MVV Maastricht | Nizozemsko | Eerste Divisie | 4      | 2    |
| Celkem  | Celkem         | Celkem     | Celkem         | 402    | 159  |

## Reprezentační kariéra
V letech 1970–1973 odehrál šest zápasů za nizozemskou fotbalovou reprezentaci a vstřelil celkem šest branek. Svůj reprezentační debut absolvoval 28. ledna 1970 v přátelském utkání proti domácímu Izraeli, v zápase vstřelil svůj první gól a Nizozemsko vyhrálo 1:0.

### Reprezentační góly a zápasy
Góly Willyho Brokampa za A-tým Nizozemska
| Gól | Datum       | Stadion                                   | Soupeř | Skóre | Výsledek | Soutěž                 |
| --- | ----------- | ----------------------------------------- | ------ | ----- | -------- | ---------------------- |
| 010 | 28. 1. 1970 | Jaffa, Izrael                             | Izrael | 0:1   | 0:1      | Přátelský zápas        |
| 02  | 1. 11. 1972 | De Kuip, Rotterdam, Nizozemsko            | Norsko | 6:0   | 9:0      | Kvalifikace na MS 1974 |
| 03  | 1. 11. 1972 | De Kuip, Rotterdam, Nizozemsko            | Norsko | 9:0   | 9:0      | Kvalifikace na MS 1974 |
| 04  | 22. 8. 1973 | Olympijský stadion, Amsterdam, Nizozemsko | Island | 4:0   | 5:0      | Kvalifikace na MS 1974 |
| 05  | 29. 8. 1973 | De Adelaarshorst, Deventer, Nizozemsko    | Island | ?:1   | 1:8      | Kvalifikace na MS 1974 |
| 06  | 29. 8. 1973 | De Adelaarshorst, Deventer, Nizozemsko    | Island | ?:7   | 1:8      | Kvalifikace na MS 1974 |

Zápasy Willyho Brokampa za A-tým Nizozemska
| Rok    | Zápasy | Góly |
| ------ | ------ | ---- |
| 1970   | 1      | 1    |
| 1972   | 2      | 2    |
| 1973   | 3      | 3    |
| Celkem | 6      | 6    |